# Xavier Alcalde Villacampa
Xavier Alcalde Villacampa (Barcelona, 1978) es un politólogo, profesor universitario e investigador catalán.
Profesor de Relaciones Internacionales en la Universidad Autónoma de Barcelona y profesor consultor en la Universidad Abierta de Cataluña, ha sido investigador en el Centro de Estudios Avanzados de Ciencias Sociales de la Fundación Juan March en Madrid, en el Instituto Universitario Europeo de Fiesole, en el Instituto Catalán Internacional por la Paz (ICIP) de Barcelona y en el Centro de Estudios sobre Movimientos Sociales de la Scuola Normale Superiore de Florencia. Xavier Alcalde se ha especializado en la investigación sobre la historia social del esperanto. Entre sus publicaciones más destacadas se encuentra Esperanto i anarquisme: els orígens (1887-1907), donde se disecciona la relación entre el movimiento libertario y la búsqueda de una lengua universal.